# Le Rapt de Ganymède
 (janvier 2025).
Le Rapt de Ganymède est un ouvrage littéraire de Dominique Fernandez paru en 1989, comportant trois parties.
Le thème principal de cet ouvrage est l'homosexualité.

## Nature ou culture?
La partie d'introduction « Nature ou culture ? » propose un débat sur l'origine de l'homosexualité.

## De quelques points d'histoire

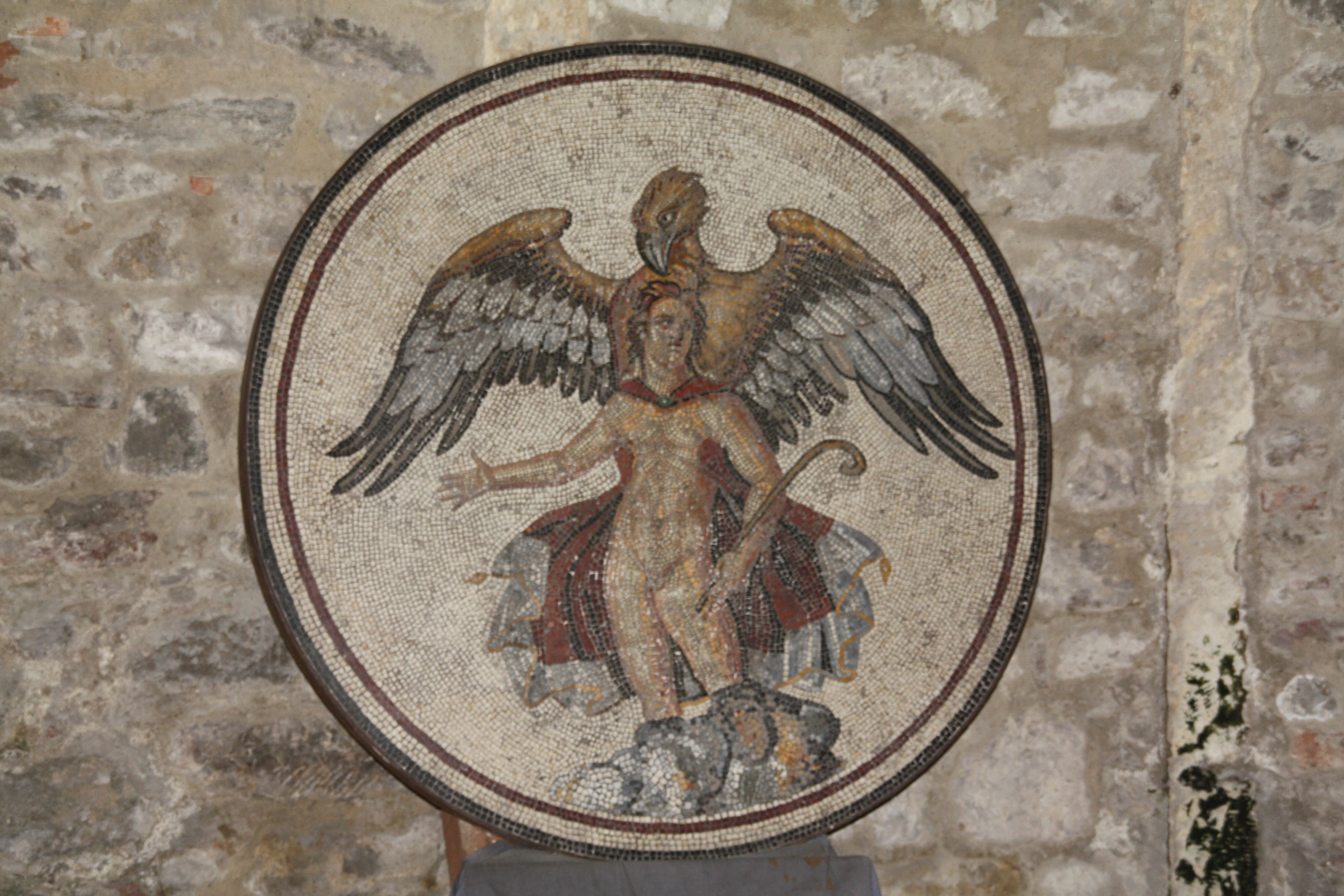
Pièce exposée au Musée archéologique Saint-Pierre de Vienne, mosaïque représentant le rapt de Ganymède (bouclier central).

Il s'agit d'une partie résumant l'histoire récentes des revendications homosexuelles :
- Haro sur les eunuques (étude du Traité des eunuques de Charles Ancillon, 1707)
- Sous l'œil de la police et de la médecine (études des écrits de François Carlier au xixe siècle)
- L'autre Richard (sur Louis II de Bavière)
- De quelques pionniers tombés dans l'oubli (sur Karl Heinrich Ulrichs, Magnus Hirschfeld, Edward Carpenter)
- Cent ans de misère (sur l'omniprésence de publications homophobes entre 1886 et 1989)
- Pourquoi, au modèle grec, devrait se substituer le modèle médiéval (inspiré des travaux historiques de Kenneth Dover et John Boswell)

## Beaux-Arts, musique, littérature, cinéma

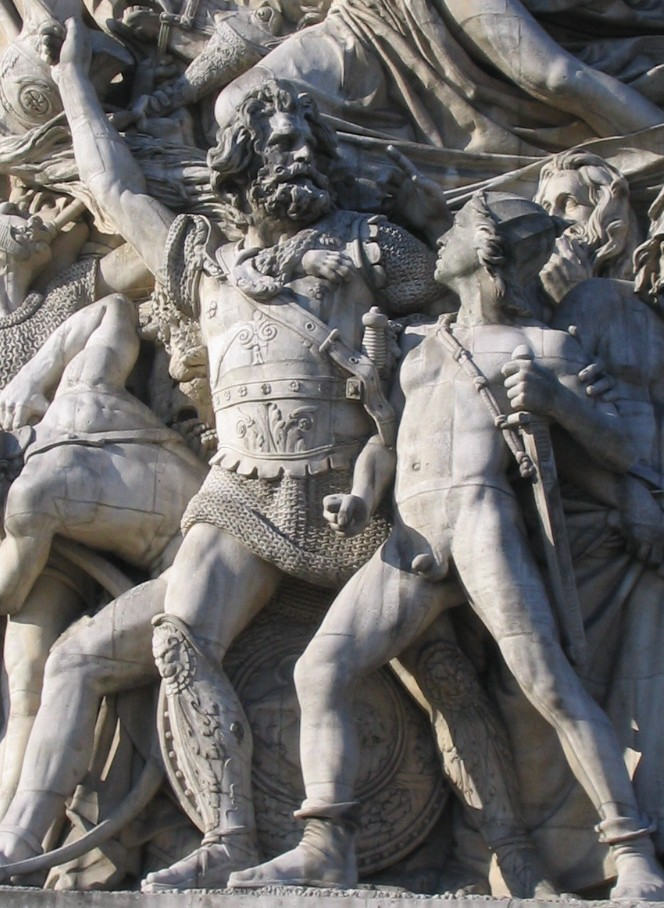
Détail de La Marseillaise de François Rude, Arc de Triomphe, Paris (1833).

Une troisième, en fait la seconde partie, qui recense de façon non exhaustive, on s'en doute, les attestations littéraires et artistiques du phénomène homosexuel. 
- Saint Sébastien, héros tutélaire
- Partie dans laquelle le chapitre intitulé De la Révolution française à l'Allemagne nazie est sans doute le plus remarquable. L'iconographie, de La Marseillaise de Rude (arc de triomphe de l'Étoile) à La Mort du jeune Bara de David, appuie la thèse du triomphe de la part féminine de l'homme viril à la fin du XVIIIe siècle.
- Schubert devant son pot de bière
- De Mozart à Britten
- Grandeur et décadence de la littérature homosexuelle
- Le Portrait de Dorian Gray : un musée des bonheurs
- Maurice : du roman au film
- Constantin Cavafy
- Le Don Juan de Montherlant
- Qui a tué Mishima ?
- Zénon et Alexandre, deux héros au-dessus des lois (sur L'Œuvre au noir de Marguerite Yourcenar)
- La Gloire du paria (sur l'un de ses propres romans)
- D'Auschwitz au Sida
- De Sergueï Eisenstein à James Ivory et à Pedro Almodóvar